# 漢特山
漢特山（英語：Mount Hunter）是南極洲的山峰，位於帕默群島的布拉班特島，處於迪克洛角西南面7公里，在1953年繪入阿根廷政府地圖，由英國南極名稱諮詢委員會命名，現時由南極條約體系管理。